# Бер ле Фор
Бер ле Фор (фр. Beire-le-Fort) насеље је и општина у источном делу централне Француске у региону Бургоња, у департману Златна обала која припада префектури Дижон.
По подацима из 2011. године у општини је живело 302 становника, а густина насељености је износила 57,31 становника/km². Општина се простире на површини од 5,27 km². Налази се на средњој надморској висини од 201 метар (максималној 207 m, а минималној 194 m).

## Демографија
| 1962. | 1968. | 1975. | 1982. | 1990. | 1999. | 2011. |
| ----- | ----- | ----- | ----- | ----- | ----- | ----- |
| 154   | 163   | 158   | 172   | 164   | 251   | 302   |

График промене броја становника у току последњих година